# Spanyolország az 1956. évi nyári olimpiai játékokon
Spanyolország az ausztráliai Melbourne-ben és a svédországi Stockholmban megrendezett 1956. évi nyári olimpiai játékok egyik részt vevő nemzete volt. Az országot az olimpián 1 sportágban 6 sportoló képviselte, akik érmet nem szereztek.
Spanyolország (Svájccal, Hollandiával és Kambodzsával együtt) hivatalosan bojkottálta az 1956-os olimpiát a Szovjetunió részvétele miatt, amely nem sokkal korábban megszállta Magyarországot. A lovas versenyszámokat viszont öt hónappal az olimpiai hivatalos időtartama előtt rendezték meg Svédországban, így ott részt vett hat spanyol lovas.

## Lovaglás
megjegyzés: A lovas versenyszámokat a svédországi Stockholmban rendezték meg a szigorú ausztrál állat-egészségügyi szabályok miatt.
Díjugratás
| Versenyző                                              | Ló                           | Versenyszám | 1. forduló | 1. forduló | 2. forduló | 2. forduló | Összesen | Összesen |
| Versenyző                                              | Ló                           | Versenyszám | Pont       | Hely.      | Pont       | Hely.      | Pont     | Helyezés |
| ------------------------------------------------------ | ---------------------------- | ----------- | ---------- | ---------- | ---------- | ---------- | -------- | -------- |
| Carlos Figueroa                                        | Gracieux                     | Egyéni      | 33,50      | 40.        | 28,00      | 30.        | 61,50    | 36.      |
| Francisco Goyoaga                                      | Fahnenkönig                  | Egyéni      | 20,00      | =20.       | 8,00       | =10.       | 28,00    | =15.     |
| Carlos López-Quesada                                   | Tapatío                      | Egyéni      | 27,00      | =30.       | 0,75       | 3.         | 27,75    | 14.      |
| Carlos Figueroa Francisco Goyoaga Carlos López-Quesada | Gracieux Fahnenkönig Tapatío | Csapat      | 80,50      | 9.         | 36,75      | 4.         | 117,25   | 6.       |

Lovastusa
| Versenyző                                             | Ló                           | Versenyszám | Díjlovaglás | Díjlovaglás | Tereplovaglás | Tereplovaglás | Díjugratás | Díjugratás | Végeredmény | Végeredmény |
| Versenyző                                             | Ló                           | Versenyszám | Bünt.       | Hely.       | Bünt.         | Hely.         | Bünt.      | Hely.      | Bünt.       | Helyezés    |
| ----------------------------------------------------- | ---------------------------- | ----------- | ----------- | ----------- | ------------- | ------------- | ---------- | ---------- | ----------- | ----------- |
| Faustino Domínguez                                    | Anfitrion                    | Egyéni      | -170,80     | 53.         | nem ért célba | nem ért célba | kiesett    | kiesett    | kiesett     | kiesett     |
| Hernando Espinosa                                     | Al-Herrasan                  | Egyéni      | -177,60     | 55.         | nem ért célba | nem ért célba | kiesett    | kiesett    | kiesett     | kiesett     |
| Joaquín Nogueras                                      | Thalia                       | Egyéni      | -161,60     | 49.         | nem ért célba | nem ért célba | kiesett    | kiesett    | kiesett     | kiesett     |
| Faustino Domínguez Hernando Espinosa Joaquín Nogueras | Anfitrion Al-Herrasan Thalia | Csapat      | -510,00     | 18.         | nem ért célba | nem ért célba | kiesett    | kiesett    | kiesett     | kiesett     |